# Rescene
Rescene (кор. 리센느, яп. リセーヌ, стилізовано як RESCENE, читається як Рісін або Рісен) — південнокорейський жіночий гурт, сформований The Muze Entertainment. Він складається з 5 учасниць: Воні, Лів, Мінамі, Мей, Зена. Гурт дебютував 26 березня 2024 року з сингл-альбомом Re:Scene, який за перший тиждень продався 34 125 копіями, посівши 10 місце серед найпродаваніших K-pop альбомів за перший тиждень. Концепція гурту випливає з їхньої назви, а саме згадування певного моменту через запах, а тому кожен альбом пов'язаний з якимось запахом.
Перший мініальбом «Scenedrome» (2024) потрапив до списку «Найкращі K-pop альбоми 2024» журналу Білборд, а головна пісня «Love Attack» була висока оцінена журналом IZM, отримавши 4,5 бала, та потрапила до списку «10 пісень K-pop, що електрифікували 2024», сформованого Греммі. Гурт також дебютував на японській сцені, випустивши японські версії синглів «YoYo» і «UhUh» та виступивши на сцені Sky Stadium Токійської вежі, де виконав 9 своїх пісень та 2 кавери.

## Назва
Назва гурту Rescene походить від поєднання префіксу re зі значенням повторювати та слів scene (сцена) і scent (запах), що означає «знову згадувати сцену через запах». Крім того, кожен їхній альбом або сингл пов'язаний з конкретним запахом, який створює атмосферу, відображену альбомом.

## Кар'єра

### До дебюту
У 2021 Мінамі долучилася до шоу на виживання «Моя дівчина-підліток» каналу MBC, в якому вона дійшла до фіналу, але не потрапила до остаточного складу гурту. Під час навчання на 2 році середньої школи Зена стала візуальною моделлю для віртуального айдол-гурту Mave:. У 2022 році вона брала участь у шоу «Молода зірка» каналу Channel A.

### 2024: Дебют з Re:Scene, японські сингли та перший камбек із Scenedrome
15 лютого The Muze Entertainment офіційно повідомила про створення гурту Rescene, представивши його логотип в соціальних мережах. Дебют гуту планувався на березень 2024. З 16 по 20 лютого агентство представило учасниць гурту (Мінамі, Воні, Зена, Мей, Лів), викладаючи фото і відео на своїх офіційних сторінках. 23 лютого агентство повідомило, що 29 лютого гурт випустить переддебютний сингл «YoYo», який входить до першого сингл-альбому «Re:Scene». 29 лютого на різних музичних платформах було опубліковано переддебютний сингл «YoYo». 26 березня 2024 року гурт зробив дебют з піснею «UhUh», який входить до сингл-альбому Re:Scene та провів дебютний концерт на сцені YES 24 Live Hall у Сеулі. За перший тиждень сингл-альбом продався 34 125 копіями, посівши 10 місце серед найпродаваніших K-pop альбомів за перший тиждень.
26 червня канал SBS опублікував пісню «Counting Star» до шоу «Магічна зірка», яка стала першим записаним саундтреком для Rescene. У липні гурт повідомив, що починає охоплювати японський ринок, почавши співпрацю з FamilyMart по випуску постерів з членами гурту, а також мав виступити на концерті «Dream Concert World In Japan 2024» в Японії, який мав пройти в серпні того року. 16 серпня Rescene випустив перший японський сингл гурту «YoYo», тим самим дебютував на японському ринку.
На початку серпня гурт оголосив, що зробить свій перший камбек із мініальбомом «Scenedrome». Мініальбом «Scenedrome», який складається з чотирьох пісень, разом з музичним відео на пісню «Love Attack» вийшов 27 серпня. Пісня була висока оцінена журналом IZM, отримавши 4,5 бала і ставши другим ідол-гуртом, що отримав таку оцінку після Fifty Fifty. Крім того, пісня зайняла перше місце в чарті Spotify та 18 місце в чарті Melon Hot 100. 21 вересня вийшов кліп на другу головну пісню альбому «Pinball».
Rescene повідомив, що 4 грудня має вийти японська версія пісні «UhUh». 7 грудня гурт вперше виступив в Японії на сцені Sky Stadium Токійської вежі, де виконав 9 своїх пісень та 2 кавери, також 8 грудня взяв участь в радіопередачі на NHK.

### 2025: Glow Up, другий сингл Dearest
У січні гурту повідомив, що зробить другий камбек з мініальбомом Glow Up на початку лютого. 5 лютого гурт випустив мініальбом з Glow Up разом із музичним відео на однойменну пісню, а також провів концерт для преси в Ilchi Art Hall, що в Сеулі. Пісня «Glow Up» посіла 31 місце в Melon Hot 100 (до 30 днів з моменту релізу) та 47 в Melon Hot 100 (до 100 днів з моменту релізу). 17 лютого гурт випустив англійську версію пісні «Glow Up» для міжнародних фанатів.
Rescene взяли участь у фестивалі KCON JAPAN 2025, який проходив з 9 по 11 травня в Японії, де виконали пісні «Glow Up» і «LOVE ATTACK», а також кавер на «As If It's Your Last» гурту Blackpink. Крім того, вони мали взяти участь у фестивалі «POP POP FEST», який повинен був пройти 6 та 7 червня в Лос-Анджелесі. З 13 по 29 травня гурт виступив у 18 різних університетах під час університетського фестивалю, де виконали пісні «Glow Up», «YoYo», «UhUh», «Pinball» та «LOVE ATTACK». 12 червня Rescene випустив саундтрек із піснею «BamBamBam» до серіалу «Перша ніч із головним героєм» каналу KBS2.
14 червня агентство The Muze Entertaiment повідомив, що гурт зробить камбек 2 липня з другим синглом Dearest. 2 липня гурт випустив сингл Dearest, який складається з пісень «Deja Vu» і «Mood», та музичне відео на пісню «Deja Vu». Сингл за перший тиждень з моменту релізу продався 88 245 копії, тим самим ставши найпродаванішою роботою гурту. 8 липня Rescene повідомив, що проведе свою першу зустріч з фанатами «2025 RESCENE 1st FAN-CON : Project 326», яка має пройти 9 серпня в аудиторії Унджонського зеленого кампусу Сонсінського жіночого університету. 14 серпня стало відомо, що гурт працюватиме над музикою до молодіжно-романтичного фільму «Кінець першого кохання» разом із Boramiyu, Лі Чхансопом, Чон Санґином,  TOIL & JAEHA та іншими.

## Учасниці
| Сценічне ім'я | Сценічне ім'я | Сценічне ім'я | Справжнє ім'я | Справжнє ім'я      | Справжнє ім'я | Дата народження              | Позиція в гурті |
| Українською   | Хангилем      | Латиницею     | Українською   | Хангилем/Японською | Латиницею     | Дата народження              | Позиція в гурті |
| ------------- | ------------- | ------------- | ------------- | ------------------ | ------------- | ---------------------------- | --------------- |
| Воні          | 원이          | Woni          | Чон Воні      | 정원이             | Jeong Woni    | 25 травня 2004 (21 рік)      | Лідер           |
| Лів           | 리브          | Liv           | Чін Ґьон'ин   | 진경은             | Jin Kyungeun  | 11 жовтня 2006 (18 років)    |                 |
| Мінамі        | 미나미        | Minami        | Іто Мінамі    | 伊藤 南美          | Minami Ito    | 29 листопада 2006 (18 років) |                 |
| Мей           | 메이          | May           | Лі Єбін       | 이예빈             | Lee Yebin     | 19 серпня 2008 (17 років)    |                 |
| Зена          | 제나          | Zena          | Кім Ґайон     | 김가영             | Kim Gayoung   | 27 листопада 2008 (16 років) | Манне           |

## Музичний стиль
Музика та публічний образ Rescene побудовані навколо запаху, який передає атмосферу певної сцени, наприклад, дебютний сингл «UhUh» відображає «запах палаючої квітки, який залишився після того, як квітку охопило вогнем», пісня «Love Attack» — запах амбри, а альбом «Glow Up» — чистий і освіжальний запах мила. 
Переддебютний сингл «YoYo», за словами гурту, «є танцювальною поппіснею, що вітає всіх, хто притягується квітковим запахом гурту». Мінамі також додала, що музичне відео продовжує цю тематику, бо його сюжет крутиться довкола того, що «запах Rescene залишається довічно у світі через спалювання квіток». Чо Йонджун з Korea JoongAng Daily зазначив, що хореографія побудована навколо запаху і містить танцювальні рухи, де учасниці труть свої зап'ястя як після нанесення духів. Крістал Белл з NME описала, що «„UhUh“ відчувається як квітнуть рози, театрально і жіночо з часткою величної юності».
Пісня «Love Attack» з першого камбеку зображує запах амбри, що нагадує океан, а сам гурт зображується як принцеса-русалка покоління MZ. Також Сон Бонсок із Спортс Кьонхян додає, що подібно до амбри, як досягти повноти з поєднання з іншими запахами, так само гурту співає про те, що «наші цінності сяють яскравіше, коли ми разом». Со Синґин з IZM зазначив, що пісня відрізняється від попередніх робіт через використання гітарного дисторшину у вступі, драм-машини в основній частині та м'яких барабанів, що охоплюють всю пісню, але при цьому вокал учасників став комфортнішим і м'якішим ніж раніше, а гармонійне поєднання їхнього вокалу в пастельних тонах зробив пісню природнішою, а для підсилення основної мелодії перед нею використовується прогресив-хаус та падіння ритму як в гуках пісень гуртів 2 та 3 покоління K-pop. Тоді як пісня «Pinball» з цього альбому, яка порівнює дівчину, що вперше зіштовхується з нерозділеним коханням, з грою в пінбол, використовує мрійливий R&B для зображення юного і сором'язливого шарму Rescene.
«Glow Up» є танцювальною піснею, яка має притаманну гурту мрійливість з піднесеною мелодією хору та запам'ятовувальним і грайливим гуком. Пісня як і весь альбом відображає чистий і освіжальний запах мила. Со Синґин з IZM зазначив, що пісні «Glow Up», «Going on» і «Cotton candy» мають чистий, потужний і міцний 16-бітний бас, пісня підсилює мелодію, а ритм є сильним і непохитним, тим самим музика, попри те, що є танцювальною, відчувається важкою і стабільною. Крістал Белл з NME описала, що «„Glow Up“, який пронизаний чистою бавовною і бульбашками мила, є блискучим треком, який відображає трепет від самозростання і трансформації зі свіжими, солодким запахом».
Другий сингл «Dearest», як зазначає Крістал Белл з NME, передає досвід дорослішання через м'якість подібно до запаху вологої трави чи старих книг на книжковій полиці, а в його серці є тиха близькість, яка як те відчуття, яке повільно виринає як і сама пам'ять. Крім того, авторка додає, що це також відображається і в музичному відео на пісню «Deja vu», де дівчата віку від 16 до 21 року, блукають містом в шкільній уніформі. Відео знято на ручні камери та містить повільні, мрійливі кадри без висококонцептуальних кадрів і антиутопічних кадрувань, що розкриває в реальному часі туманну інтимність дівоцтва. Нам Ґанмін з IZM описав пісню «Deja vu» як таку, що має «ретробіт і мрійливий синтезатор, який може здаватися спекотним через ранню спеку, але він охолоджується сильним вокалом і блискучими звуками як дежавю». Також додає, що темп пісні, який не є повільним, і слова, які містять аналогії, у поєднанні з повторами приносять світло-зелені спогади першого кохання.

## Критика
За перший тиждень дебютний сингл-альбом «UhUh» продався 34 125 копіями, посівши 10 місце серед найпродаваніших K-pop альбомів за перший тиждень, а музичне відео зібрало 4,34 мільйона переглядів. Со Синґин з IZM високо оцінив пісню «Love Attack», поставивши її 4,5 бала і зазначивши, що пісня має чудовий гук, який використовує прогресив-хаус та падіння ритму як в піснях гуртів 2 та 3 покоління K-pop. Він вважає, що пісня є найкращим релізом у вересні 2024.

## Рекламна діяльність
У січні 2025 Rescene була представлена на стенді Samsung TV The Sero під час виставки CES 2025, яка пройшла в Лас-Вегасі. У липні 2025 гурт став ексклюзивною моделлю бренду краси Prettyskin і взяв участь у рекламі нової лінійки засобів «PDRN TX1 Perfect Fit».

## Дискографія
- Re:Scene[en] (2024)
- Scenedrome (2024)
- Glow Up (2025)
- Dearest (2025)

## Відеографія
- YoYo (2024)
- UhUh (2024)
- Love Attack (2024)
- New World (2024)
- Pinball (2024)
- Glow Up (2025)
- Deja Vu (2025)

## Нагороди та номінації
| Церемонія нагородження | Рік  | Категорія                | Номінант / Робота | Результат | Прим.         |
| ---------------------- | ---- | ------------------------ | ----------------- | --------- | ------------- |
| Премія азійська модель | 2024 | Висхідна зірка — співаки | Rescene           | Перемога  | [ 66 ] [ 67 ] |

### Рейтингові списки
| Видавець  | Рік  | Список                                     | Місце    | Прим.  |
| --------- | ---- | ------------------------------------------ | -------- | ------ |
| Billboard | 2024 | «Найкращі K-pop альбоми»                   | 24-те    | [ 7 ]  |
| Греммі    | 2024 | «10 пісень K-pop, що електрифікували 2024» | включено | [ 8 ]  |
| NME       | 2025 | «Основні нові артисти 2025»                | включено | [ 68 ] |

## Виноски
1. ↑  Фраза зазначена за корейською системою освіти, приблизно відповідає 8 класу в українській школі, в оригіналі — 중학교 2학년.
2. ↑  Лідер — найстарший учасник (учасниця) гурту[55].
3. ↑  Манне (кор. 막내) — наймолодший учасник (учасниця) гурту[55].